# Liboš
Liboš település Csehországban, a Olomouci járásban. Liboš Štěpánov, Žerotín és Hnojice településekkel határos. Lakosainak száma 619 fő (2024. január 1.).

## Népesség
A település lakosságának változását az alábbi diagram mutatja:
| Lakosok száma | 716  | 635  | 646  | 511  | 534  | 563  | 645  | 638  | 635  | 619  |
|               | 1869 | 1890 | 1921 | 1950 | 1980 | 2001 | 2017 | 2019 | 2022 | 2024 |